# 海燕ジョーの奇跡
『海燕ジョーの奇跡』（うみつばめジョーのきせき）は、佐木隆三が1980年に発表した小説。また、これを原作とした1984年公開の日本映画である。沖縄の暴力団抗争が続く中で、抗争相手のトップを射殺したヒットマンの逃避行を描く。
第4次沖縄抗争の中で起こった旭琉会理事長射殺事件（1974年10月24日）をモデルにしたフィクションである。実際は、モデルになった主犯の男は直ちに自首し、懲役13年の刑を受け服役。出所後は漁師になったが、2009年に海難事故で行方不明。
佐木は本作に先立ち、「褐色の銃弾」（「別冊問題小説」1976年春季号掲載、1977年単行本『殺人百科』に収録）で、理事長射殺事件を取り上げている。モデルの男については佐野真一が『沖縄 だれにも書かれたくなかった戦後史』で書いている。

## 小説
1979年、『小説新潮別冊』に4回にわたって連載された。1980年、新潮社より単行本化された。

### あらすじ
沖縄の暴力団、島袋一家は琉球連合から破門される。親分の島袋は逃亡し、島袋一家が追い詰められる状況の中、ジョーは琉球連合理事長の金城を高級キャバレーの店内で射殺する。
ジョーは逃亡生活に入り、サロン「ミッチー」のママ（ミッチー姐、親分の元愛人）の紹介で黒人女性の住むハウスに転がり込む。米軍基地内で琉球連合の男に見つかるが、危ないところを、顔見知りの元革命運動家、上勢頭に助けられる。
ミッチー姐から「フィリピンの与那嶺を訪ねるように」との親分の伝言を聞き、ジョーは上勢頭の仲介で漁船に乗り、与那国、台湾を経てフィリピンに向かう。
ジョーの役目は覚せい剤ルートの強化だった。フィリピンで与那嶺から麻薬の製造法を教えられる。また、かつて自分と母を捨てたフィリピン人の父親に対面する。落ちぶれていた父親には、漢方薬と偽って覚せい剤の原料（麻黄）を栽培してもらう。
麻薬取引も軌道に乗りつつあった頃、恋人の陽子がフィリピンを訪ねてくる。陽子から、与那嶺はかつて仮想敵としていたはずの真岡組（本土の暴力団）所属であったことを知り、親分の真意を疑うようになる。
ある日の取引で身元がばれ、危ういところを陽子に助けられる。与那嶺も殺されたらしい。ジョーは偽造パスポートを手に入れ、陽子とともに沖縄へ帰る。
沖縄で親分に再会したジョーは、真岡組と手を組むことを知らされる。ジョーが逃亡している間、島袋一家への報復はすさまじく6人が殺されていた。
ジョーは琉球連合のもう1人の理事長、仲宗根を狙うことを決意する。報復で殺された男の弟とペアを組み、ついに仲宗根を射殺する。再びジョーは逃走するが、警官隊に包囲されてしまう。

## 映画

### キャスト
- 時任三郎（海燕ジョー）
- 藤谷美和子（陽子）
- 清水健太郎（ルポライター・沢井）
- 正司歌江（琉球食堂の女将ヤス子）
- オマー・カマー（ジョーの父ロペス）
- 辻伊万里（ジョーの母ウタ）
- 原泉（与那国島のお婆）
- 田中邦衛（上勢頭）
- 加藤嘉（亀千代）
- 内藤武敏（島袋長幸）
- 伊藤敏八（島袋長幸・弟）
- 鈴木瑞穂（金城盛光）
- 五月みどり（ミッチー姐）
- 原田芳雄（与那嶺）
- 三船敏郎（漁師）

### スタッフ
- 監督：藤田敏八
- 企画：三船史郎
- 製作：奥山和由
- プロデューサー：鍋島壽夫
- 制作補：真鍋和己
- 脚本：神波史男、内田栄一、藤田敏八
- 原作：佐木隆三
- 撮影：鈴木達夫
- 美術：望月正照
- 照明：熊谷秀夫
- 音楽：宇崎竜童
- 主題歌：アン・ベルトゥッチ
- 録音：紅谷愃一、信岡実
- 編集：井上治
- 助監督：長石多可男、原田昌樹
- 特殊技術∶トビー門口
- 製作：三船プロダクション、松竹富士
- 配給：松竹富士

### 製作

#### 企画
松竹の奥山和由プロデューサーが、松竹の企画会議で何度も企画を提出したが、ずっと蹴られていた。そうこうしている間に東映で松田優作主演・深作欣二監督で映画化決定の発表があり、悔しさもあったが、映画ファンとして見たいという気持ちもあった。しかし東映で流れたことを知り、すぐに動いた。

#### 製作決定まで
松竹での再提出はまた蹴られたが、直感的に三船プロとの共同製作を思い立ち、企画書を持って成城の三船プロに出向いたら、玄関前で掃除をしている三船敏郎がいて、三船に直接企画の説明をして出資をお願いした。「1億5000万で作ります」と言ったら、「フィリピンロケがあるなら3億円はかかる」と言われたが、1億5000万の出資を約束してくれ、「残りは自分で出しなさい」と言われた。「自分の役は何か」と聞かれたため、三船の役は考えてなかったが、「主人公にはなりませんが、向こうのボスとか」と言ったら、「もうヤクザはやらないようにしている」「三船敏郎がやらないような役がいい。お百姓さんとか漁師とか」と言われた。それで漁師の役になった。三船プロで製作トップの鍋島壽夫プロデューサーを紹介してもらい、スタイリッシュな映画にしたいと監督に藤田敏八を起用し、脚本を神波史男に「サラッと書いてくれ」と頼んだ。藤田監督としては最も大規模スケールの映画になった。

#### 脚本
脚本は当初、神波史男単独で担当していたものの、奥山は鍋島壽夫プロデューサーにB級アクションにはせず、青春映画として飛翔していく話にしたいと伝えた後、藤田に相談したら「原作の復讐劇ではなく青春の《行ったきり》という話にしたい」と言われた。そこで、もう一回オリジナル的にホンをまとめなければならない状況となり、新たに内田栄一が加わることとなった。奥山は藤田の『赤い鳥逃げた?』が好きで、奥山によれば『赤い鳥逃げた?』の脚本には内田が関わっていると言い、映画に藤田と内田の要素を取り込みたいと考え、藤田が内田を連れて来て、神波脚本に藤田と内田が手を加える形となった。またクレジットには記載がないものの、脚本には金子正次も関わっていた。『凶弾』で狙撃手役をやっていた金子は「俺は（東映版）に絡んでいて、松田優作さんから『お前、頼むぞ』と言われて来た」「松田さんから原作は大したことないけど、題名は映画的に最高だ。俺はやりそびれたけれども、絶対にいい作品にして欲しいと言われて手伝いに来た」と言って来た。そこから奥山は松田を交えて3人で飲むようになり、松田との縁が出来たという。金子は"内田番"的な役割で脚本書きの際に部屋の隅で正座した。段々慣れてくると意見を挟みだし、それが非常に冴えていて、奥山が金子にシナリオライターになることを勧めたと話している。脚本協力として金子をクレジットに入れようとしたら、金子は固辞したという。
神波脚本の改稿に当たっては、藤田が沖繩に戻らない話にしたいと主張した。奥山は、そういう話にした場合は映画的にクライマックスはブロー・アップして行かなければならない、そうなるようなアイデアを考えてくれと藤田と内田に頼んだ。それで三船敏郎が最初に予言したように「3億かかる」の言葉が理解出来た。松竹の企画会議で4回目となるプレゼンをやり、「残り1億5000万出してくれ」と訴えたら、三船プロからの1億5000万が既にあったため、あっさり企画が通り、ようやく正式に映画化が決まった。会社から「内容もやり方も松竹カラーじゃない」と言われ、洋画配給会社の松竹富士と三船プロの共同製作という形になった。
紆余曲折を経て完成した脚本だが、録音の紅谷愃一は「脚本がよくない。パキさんも上手くはないけど俳優として活躍するようになって、監督一本でやっていた時とは、少し変わってきたような感じもありました」などと述べている。また初稿をボツにされた神波は後に「僕は実録通りジョーは沖繩に戻って来て、警察に日本軍が掘った洞窟に追い詰められて射殺されてしまうというふうに書いたんです。その時にピーピーと海燕が鳴いていたと決めたつもりだったんですが、その辺りが藤田監督一流の美学と合わなかったんでしょうね」と述べている。

#### キャスティング
主人公にはフィリピンと沖縄の混血という設定から、時任三郎がすぐに決まった。奥山は『凶弾』の主役にも時任に声をかけていたという。

#### 撮影
紅谷は「製作のトップは奥山さんですが、製作母体は三船プロだったんです。三船プロの製作陣は弱くてね。スケジュールの組み方が、普通の組と違って、スタッフの特徴を全然考えてない。照明の熊谷秀夫さんは仕事が丁寧なのでライティングに時間がかかる。『それでは予算にはまらないから熊谷さんを下す』と言い出して、僕が『熊谷さんを下すなら、俺も降りる』と言ったら、結局途中から鍋島壽夫プロデューサーを加わって、三船プロ側が『分かりました。こちらはスタッフをいじくりません』と言うことになって僕も熊谷さんもそのまま参加することになったんです」などと述べている。
沖縄パートは全体の三分の一少しで、中盤、漁船で石垣島、与那国島、台湾経由で、ボートでフィリピンまで高飛び。後半二分の一の約1時間がフィリピンパートで、マニラの街並みや売春宿、東洋一ともいわれるトンドなどのスラム街、麻薬密輸のアジト・シゲシゲスプートニクにカメラが入り込み、当時のフィリピンのリアルがふんだんに活写されている。本編に映るシャブで廃人になった人たちや、人身売買、賭博シーンは実際に車窓から隠し撮りしたもの。当時のフィリピンは独裁体制を敷くマルコス大統領と民主化を求めるアキノが対立する政情不安定に加えて、折からの貧富の極端な格差もありスラム街が数多く生まれ、治安が大きく悪化していた。同時期に松竹で木下惠介が『女たちの戦場』の企画を進めていて、木下組がロケハンにフィリピンに行ったが「とても撮れる状況じゃない」と諦めて帰って来た。すると松竹大船撮影所の労働組合が「そんな危険な場所に社員を動員出来ない」とフィリピンロケのスタッフ派遣を拒否。三船プロに頼むとフリーの助監督を集めてくれ、先兵隊としてフィリピンに行ってもらい、銃を現地で調達しレポートを日本に送ってもらった。キャストスタッフの身の安全を確保するための頼りになるコーディネーターを探したところ、スラム街では日本のヤクザが力を持っていることが分かった。戸籍が一切ないスラム街では人身売買が日常的に行われ、日本から逃亡したヤクザがそこを仕切っていた。そこでかわいい子をピックアップして日本に送り込み、金持ちにして帰すから尊敬されていた。日本では指名手配されているヤクザに頼みスラム街を撮影した。ラストの軍隊は本物のフィリピン軍で、予算をはめるため役者や装備を調達することは出来なかった。本物の軍隊の協力を得られたのは「世界のミフネ」。三船敏郎がイメルダ大統領夫人と面会し、軍のトップ・ラモス参謀総長を紹介され、3日間軍隊300人派遣の承諾を得た。この時代の商業映画でフィリピンロケをこれだけ長くやっている映画は珍しい。ラストにクラッシュするリンカーン・コンチネンタルは、当時マニラに1台しかない車だったが、やたら故障し、コーディネーターに文句を言ったら「下手するとマニラ湾にスタッフの誰かの死体が浮かびますよ」と脅かされたため、脚本を書き換え、リンカーンの出演シーンは大半切った。
50分くらいに海燕ジョー（時任三郎） と陽子（藤谷美和子）のベッドシーンで、藤谷が片乳を露出する。後半のフィリピンパートで、砂浜で水着の上を取ってうつ伏せで寝るシーンで横乳が見える。その後のコテージでの濡れ場では露出はない。
フィリピンでの撮影中、藤谷が現地のマスメディアのインタビューに対して「この国はどこに行っても変な匂いがする」と言って揉めたり、意味不明のこと言い出した。先の軍隊300人3日間の日程は動かせないため、スピードアップして撮影し、命からがら撮影最終日まで辿り着いた。ところが当日の朝、藤谷が失踪。前夜タクシーを呼んだと判明し、勝手に帰国したものと予想された。捜索も危険な状況で、即刻藤谷のスタンドインを探すことに決め、チームを編成し、マニラで藤谷に似た子を探し、顔を白く塗り、ヘアメイクに頼んで髪型を藤谷に似せてクライマックスシーンとラストシーンの撮影を強行した。フィリピン軍に道で塞がれ、強行突破し銃撃を受けて戦車に激突し、飛び跳ねて車がひっくり返るシーンと何故か海の浅瀬に場面が変わるシーン。公開中も誰も替え玉に気づかず、DVDで静止すれば分かる。ラストは本来なら車がひっくり返った場所から引いて空撮すればよかったが、この場所ではそれが不可能だったものと見られる。撮影終了後に日本に戻ってから『FOCUS』でコーディネーターの一人が嘱託殺人で逮捕されたと知った。これだけでは終わらず、撮影を急いだため、編集段階で画が足らないことが判明。地獄のフィリピンに戻れる訳はなく、三船プロの前にある畑をフィリピンに見立てて撮ろうとなった。しかし藤谷がいないと撮れないカットで、入院中の藤谷を奥山がカステラを持って見舞いに行き、「成城でいいからワンカット撮らせてくれ」と頼んだが断固拒否された。「ひょっとして、出来る条件って何かある?」と聞いたら「寝たまま運んで」と言われた。奥山は「そういうことを平気で言える人なんですよ。それが憎まないから困るんだけど」と話している。三船プロで相談したら、三船がキャンピングカーよりもう一回り大きいモーターホームを所有しており、これで病院の前につけたら藤谷は超ご機嫌でそのまま成城に連れて行き不足分を撮った。
1983年12月15日～12月末沖縄ロケ。1984年1月～2月中旬までマニラロケ。2月下旬～3月中旬までにセット撮影を終えクランクアップ。

### 作品の評価
第8回モントリオール世界映画祭に新藤兼人監督の『地平線』と共に出品された。現地ジャーナリストは本作について「かなりのお客が入っていたが、あまり注目されなかった。モントリオールの映画ファンに藤田監督の名前が知られていなかったのは事実であるが、この映画の梗概が逃走するギャングのありきたりな物語と観客を信じこませてしまったことが問題である。観客の殆どがこの作品は二つの映画を合わせて一本の映画にしたような印象を持ったことを認めた。この作品はその出だしが一部の観客にギャング映画のパロディかなと思わせるほどにギャング映画らしい作品である。しかし観客は間もなくこの映画がパロディではなく、テレビの連続ドラマを真似た追っかけとアクションであることに気付く。観客の大部分は沖縄からマニラまでの旅の部分を褒めていた。単なるエキゾチシズムによるものではなく、文化的なルーツとの接触の必要を表現した父親を求めての旅を評価した。異文化の影響を受けたただ一人の男との出会いが上手く描かれている。残念に思ったのが藤田監督が青春と非行について何か言いたそうであったのに、それが充分表現されずに終わってしまったアクションと追っかけの部分である（中略）藤田のオリジナリティは、沖縄を日本の文化が滲透している場所というより、アジア的、ポリネシア的文化の所産として捉えている描写方法に感じる」などと評している。
塩田時敏は「藤田監督は原作を時制変更しているために、原作にある色濃い沖縄へのこだわりはない。むろん、マルコスやフィリピンにこだわってもいない。藤田監督のこだわりは '84の青春像だ。このためストレートなハードボイルド青春ものに仕上がっている（中略）これは全共闘が懐かしのブームを呼ぶ今の時代に描かれた'70年代のジョーの軌跡なのである。南国の風景が素晴らしい『海燕ジョーの奇跡』は、いわば中年のための、あるいは全共闘世代たちのための痛い青春映画なのである」などと論じている。

### 深作欣二版映画企画
前述のように本作以前に東映が映画化権を取得し、深作欣二を監督に、松田優作を主演にそれぞれ起用して映画化する企画があった。東映は1981年の正月作品として公開する予定でポスターを製作し、松田優作主演の『蘇える金狼』のフィルムを流用した特報も10日間映画館で流していた。チーフ助監督 には崔洋一が起用され、脚本作りにも参加した。しかし、松田優作が松田寛夫の脚本を酷評し、自身と親しい丸山昇一に脚本を書かせると一方的に主張したことから、憤慨したプロデューサーの日下部五朗が松田を降板させ、企画は流れた。松田が東映の脚本を最終的に断ったのは1980年の暮れも押し迫った時期で、物理的にももう正月映画には無理な状況ではあったが、松田が当時所属していた夢屋事務所の代表・笹岡幸三郎が岡田茂東映社長に謝罪に出向く事態に発展、東映も大混乱に陥った。
この時点で、沖縄、与那国、フィリピンにシナリオハンティングを行ない、2000万円を費やしていたという。また、当初ヒロインには1980年の『四季・奈津子』で大胆なヌードを披露して人気の上がっていた烏丸せつこをキャスティングしていたが、東映が烏丸のヌードばかりを売るプロモーションを展開したために本人が「もう東映には出たくない」と降板した。一方の東映は「思いあがりもはなはだしい」と激怒している。
1981年の正月映画として予定していたこの企画が流れたため、東映は深作と蔵原惟繕の2班体制で急遽『青春の門』を製作し、正月第2週に公開した。